# Dunshaughlin
Dunshaughlin (Irsk: Dún Seachlainn) er en irsk by i County Meath i provinsen Leinster, i den centrale del af Republikken Irland med en befolkning (inkl. opland) på 3.384 indb i 2006 (3.063 i 2002). 